# Tonga ai Giochi olimpici
Tonga ha partecipato per la prima volta ai Giochi olimpici nel 1984 e a quelli invernali dal 2014.
Gli atleti tongani hanno vinto in totale una medaglia ai Giochi olimpici, conquistata precisamente ad Atlanta 1996 da Paea Wolfgram nel pugilato. Grazie a questa affermazione Tonga è diventata il più piccolo stato indipendente ad avere vinto una medaglia olimpica nei Giochi olimpici estivi, rimanendo tale fino alla medaglia di bronzo conquistata da Alessandra Perilli per San Marino il 29 luglio 2021.

## Medaglieri

### Medaglie alle Olimpiadi estive
| Giochi              | Oro | Argento | Bronzo | Totale |
| ------------------- | --- | ------- | ------ | ------ |
| Los Angeles 1984    | 0   | 0       | 0      | 0      |
| Seul 1988           | 0   | 0       | 0      | 0      |
| Barcellona 1992     | 0   | 0       | 0      | 0      |
| Atlanta 1996        | 0   | 1       | 0      | 1      |
| Sydney 2000         | 0   | 0       | 0      | 0      |
| Atene 2004          | 0   | 0       | 0      | 0      |
| Pechino 2008        | 0   | 0       | 0      | 0      |
| Londra 2012         | 0   | 0       | 0      | 0      |
| Rio de Janeiro 2016 | 0   | 0       | 0      | 0      |
| Tokyo 2020          | 0   | 0       | 0      | 0      |
| Parigi 2024         | 0   | 0       | 0      | 0      |
| Totale              | 0   | 1       | 0      | 1      |

### Medaglie alle Olimpiadi invernali
| Giochi           | Oro              | Argento          | Bronzo           | Totale           |
| ---------------- | ---------------- | ---------------- | ---------------- | ---------------- |
| Soči 2014        | 0                | 0                | 0                | 0                |
| Pyeongchang 2018 | 0                | 0                | 0                | 0                |
| Pechino 2022     | non partecipante | non partecipante | non partecipante | non partecipante |
| Totale           | 0                | 0                | 0                | 0                |

### Medagliati
| Medaglia | Atleta        | Edizione     | Sport    | Evento                   |
| -------- | ------------- | ------------ | -------- | ------------------------ |
| Argento  | Paea Wolfgram | Atlanta 1996 | Pugilato | Pesi supermassimi uomini |